# Batallón Rakosi
El Batallón Rakosi fue una de las unidades de las Brigadas Internacionales que participó en la guerra civil española en apoyo de la Segunda República. Formado mayoritariamente por húngaros, estuvo integrado en las Brigadas Internacionales XIII y 150.ª y fue disuelto en el otoño de 1938.

## Historial de operaciones
La unidad estaba formada mayoritariamente por húngaros, de cuya presencia en España algunas fuentes cifran entre 524 y 1.500 voluntarios, y recibía su nombre en honor de Mátyás Rákosi, importante comunista húngaro que por entonces se hallaba en prisión bajo el régimen de Miklós Horthy. Estuvo integrada en las Brigadas Internacionales XIII y 150.ª. Estuvo presente en algunas batallas de la guerra hasta el 25 de septiembre de 1938, cuando les llegó la orden de disolución en el contexto de la retirada de las Brigadas Internacionales. 
Durante la Ofensiva de Cataluña numerosos efectivos del antiguo batallón seguían encontrándose en la zona republicana, dada la imposibilidad de volver a su país.

## Personas destacadas
Entre otros, tuvo algunos integrantes destacados como: 
- László Rajk (Comisario político del batallón), que más tarde se convertiría en ministro del Interior y ministro de Asuntos Exteriores, en 1949 fue acusado de espionaje y fusilado tras un corto proceso judicial.[4]
- Ferenc Münnich (Comisario político del batallón), más tarde mandaría la XI Brigada Internacional bajo el seudónimo de Otto Flatter.[5] Años más tarde se acabaría convirtiendo en ministro del Interior húngaro entre 1958 y 1961.[6]